# Oblężenie Montpellier
Oblężenie Montpellier – oblężenie hugenockiego miasta Montpellier przez katolickie siły króla Francji, Ludwika XIII, prowadzone od sierpnia do października 1622 r. Ludwik XIII rozmieścił swoje wojska w okolicy Montpellier w lipcu 1622 r. Król oraz przywódca hugenotów, Henri de Rohan, przystąpili do negocjacji za pośrednictwem François de Bonne'a, diuka Lesdiguières. Pokój został ostatecznie zatwierdzony 22 sierpnia 1622 r. Mieszkańcy Montpellier odmówili jednak otwarcia bram miasta dla wojsk królewskich, obawiając się grabieży i zażądali od króla upokarzających warunków. W tej sytuacji król rozkazał swym oddziałom rozpoczęcie oblężenia miasta.
Działania oblężnicze sprawiły wiele trudności wojsku Ludwika XIII. 2 września rojaliści zdobyli bastion Sait-Denis, który był jednym z najważniejszych punktów obrony. Mieszkańcy miasta odbili jednak umocnienia kolejnego dnia, zabijając przy tym ok. 200 królewskich żołnierzy. Równolegle jeden z dowódców obrony, Galonges, wyruszył z 400 hugenotami poza mury miasta i zwyciężył liczący ok. 1000 rojalistów oddział. 2 października obrońcom udało się natomiast trzykrotnie odeprzeć ataki znacznej części (ok. 5000 ludzi) wojska królewskiego. Ofensywa sił katolickich pochłonęła wówczas kilkaset istnień. W tym samym czasie w armii zaczęły się szerzyć choroby i głód.
Ostatecznie Ludwik XIII postanowił negocjować z obrońcami miasta, jednocześnie przeprowadzając kolejne ataki. 8 października do miasta przybyła także odsiecz złożona z ok. 4000 weteranów, dowodzonych przez Rohana. Zmusiło to króla do realnych rokowań. 19 października podpisano pokój. Następnego dnia Ludwik XIII wjechał nieuzbrojony do miasta.